# Novés
Novés es un municipio y localidad española de la provincia de Toledo, en la comunidad autónoma de Castilla-La Mancha. El término municipal tiene una población de 3463 habitantes (INE 2024).

## Toponimia
Según Belosillo, el término "Novés" se deriva del latín NOVUS 'nuevo'. Gómez-Menor detalla más, al indicar que se deriva de NOVALIS 'que se deja en reposo', referido a un campo o tierra. Para García Sánchez resulta difícil explicar tanto su origen como su motivación, aceptando que podría ser un derivado de novo mediante el sufijo -és.

## Geografía

Hidrografía

El municipio se encuentra situado «en los declives que forma la corriente de un arroyo que atraviesa la población», denominado San Silvestre y que fluye hacia el norte hasta desembocar en el arroyo Gualavisa en el término de Maqueda. Pertenece a la comarca de Torrijos y linda con los términos municipales de Maqueda y Portillo de Toledo al norte, Fuensalida y Huecas al este, Barcience y Torrijos al sur, y Santo Domingo-Caudilla al oeste.
Su punto más alto se encuentra en La Atalaya a 583 m sobre el nivel del mar. Además del arroyo San Silvestre, cerca de su límite con Portillo de Toledo nace el arroyo Barcience que recorre el municipio de norte a sur y desemboca en el Tajo tras atravesar varios municipios.

## Historia
En un documento de 1208 en el que Alfonso VIII se refiere a los términos entre el concejo de Segovia y los de Madrid y Toledo, puede leerse: «illa uia que uenit de Portello ad illam encruziiadam in ualle de Sotello, et suas mathas; inde ad illam turrem de Noes, et inde ad illam turrem de Cabdella»».
En un testamento mozárabe de 1266 se cita el caserío de Novés, dependiente de Fontalba de la Sagra.  En 1360 una calamidad redujo la población de 300 a 50 vecinos, entre los supervivientes se encontraban las hijas de Fernán Pérez de Ayala, Juana y Aldonza, esposa esta última de Pedro González de Mendoza, a las que Juan I concedió el privilegio de su repoblación.
En 1400 Diego Hurtado de Mendoza cede a su hija Aldonza de Mendoza, duquesa de Arjona, la mitad de Novés: «la meytad del mi logar de Noves».
Poseyeron importante hacienda, especialmente durante los siglo XV al XVI, en este lugar la familia Padilla, cuyo miembro más conocido fue el comunero Juan de Padilla; y la familia Ribadeneira, mariscales de Castilla y señores de Caudilla. Durante el siglo XVII es especialmente importante la familia Fajardo.
Su situación estratégica, por la que pasaban dos caminos reales el que iba de Toledo a Valladolid, y el de Plasencia a Madrid, originó que nacieran y murieran importantes personajes históricos. Así, el 19 de abril de 1663 moría en la población Luis Crespí de Borja, obispo de Plasencia.
Hacia mediados del siglo XIX la villa tenía contabilizada una población de 2494 habitantes. Tenía 668 casas y el presupuesto municipal ascendía a 38 746 reales de los cuales 3300 eran para pagar al secretario. Aparece descrita en el decimosegundo volumen del Diccionario geográfico-estadístico-histórico de España y sus posesiones de Ultramar de Pascual Madoz de la siguiente manera:

NOVES: v. con ayunt. en la prov. y dióc. de Toledo (5 leg.) part. jud. de Torrijos (1), aud. terr. de Madrid (11), c. g. de Castilla la Nueva: sit. en los declives que forma la corriente de un arroyo que atraviesa la pobl.: es de clima sano; reinan los vientos N. y S. y se padecen estacionales y pocas intermitentes; tiene 668 casas, todas pequeñas, de mala construccion y en general de tierra, que forman 1 plaza irregular, 2 plazuelas y varias calles, pocas empedradas: hay casa de ayunt., cárcel, 1 hospital de pobres sin ninguna renta, 1 escuela de niños dotada con 3,300 rs. de los fondos públicos, y asisten 200; otra de niñas con 1,100 reales de los mismos fondos, en la que se educan 60; 1 igl. parr. dedicada á San Pedro apóstol, con curato de término y provision ordinaria, y en los afueras la ermita del Smo. Cristo de la Sangre, en el camino de Toledo, la de San Roque, y á su inmediacion el cementerio: se surten de aguas potables en 3 fuentes públicas, abundantes y de buena calidad. Confina el térm. por N. con el de San Silvestre; E. Portillo y Fuensalida; S. Huecas y Torrijos, y O. Caudilla, á dist. de 1/4 á 1/2 leg., y comprende el desp. de Aldeanueva, que fue anejo de esta v. y tuvo igl. titulada de Sta. Catalina, á la que se destinaba 1 cura rural, que ya no existe; el tambien desp. de Rodillas, que fue cab. de arciprestazgo; y por último, en la linde de este térm. con el de San Silvestre, el santuario de Ntra. Sra. de la Monjía, notable por su antigüedad, milagros y numeroso concurso de romería, conocida con el nombre de Feria de Novés, que se celebra, desde 29 de setiembre al 4 de ocubre (V. Monjía). Estaban igualmente agregados á este térm. los desp. de Gualavisa, Martinamatos y Palomarejo (V.), que separados ya ha quedado reducido á 2,800 fan. de tierra labrantía; las 800 de buena calidad, 1,200 de mediana y 800 de inferior, con otras 100 infructíferas, destinadas á pasto ó eriales; hay tambien 13,000 olivos, 260 aranzadas de viña y 5 huertas. El terreno es algo arenoso: los caminos vecinales: el correo se recibe en Sta. Cruz del Retamar, por conductor de la estafeta del pueblo tres veces á la semana: prod. trigo, cebada, algarrobas, garbanzos, vino, aceite; se mantiene ganado lanar, vacuno, de cerda, empleándose en la labor 44 pares de mulas y 32 de bueyes: ind. y comercio: 4 telares pequeños de bayetas y jergillas, á que se ha reducido la ant. fáb. de lanas, 6 molinos de aceite, 2 tahonas, 3 tiendas de quincalla y otras de consumo: pobl.: 663 vec., 2,394 alm.: cap. prod.: 2.405,660 rs.: imp.: 70,641: contr.: con inclusion de culto y clero 85,379: presupuesto municipal: 38,746, del que se pagan 3,300 al secretario por su dotacion y se cubre con 21,329, producto de los bienes de propíos, y el resto por repartimiento vecinal.
Este pueblo tenia 300 vec, qne por una calamidad sufrida en 1360 se redujeron á 50, entre los que quedaron las hijas de Fernando Pérez de Avala, llamadas una Juana y otra Alfonsa, casada con don Pedro Gonzalez de Mendoza, mayordomo del rey, á las que D. Juan I concedió privilegio para repoblarle; fueron naturales de él Padilla y Brabo, gefes de los comuneros de Castilla; en la calle llamada del Chaparral y entonces del Palacio, se hallaba la casa del primero, y la del segundo donde hoy llaman la plazuela del duque, ambas derribadas después de su desgracia.
En 19 de abril de 1363 falleció en este lugar el D. Luis Crespi de Borja, obispo de Plasencia y antes de Orihuela, viniendo de Roma como embajador del rey Felipe IV.
(Madoz, 1849, p. 186)

## Demografía
Cuenta con una población de 3463 habitantes (INE 2024).
| Gráfica de evolución demográfica de Novés entre 1842 y 2021                                                           |
| |
| Población de derecho según los censos de población del INE. Población de hecho según los censos de población del INE. |

## Economía
Históricamente ha sido una población fundamentalmente agrícola. Durante el siglo XIX se producía «trigo, cebada, algarrobas, garbanzos, vino, aceite», manteniéndose así mismo ganado lanar, porcino y mular para labor. En cuanto a la industria y el comercio se encontraban cuatro telares, procedentes de una anterior y más importante fábrica de lanas, seis molinos de aceite, dos tahonas y diversas tiendas de quincalla y de consumo.
En la actualidad el sector predominante es el de servicios con un 47,4 % del total de empresas, seguido por los de la construcción con un 31,6 %, la industria con un 14,0 % y finalmente la agricultura con un 7%.

## Administración
| Periodo   | Nombre                      | Partido |
| --------- | --------------------------- | ------- |
| 1979-1983 | Francisco Yepes Ballestero  | UCD     |
| 1983-1987 | José Luis Sánchez Lorenzo   | PSOE    |
| 1987-1991 | Francisco Yepes Ballesteros | PP      |
| 1991-1995 | Francisco Yepes Ballesteros | PP      |
| 1995-1999 | Jesús Esteban Rodríguez     | PSOE    |
| 1999-2003 | Jesús Esteban Rodríguez     | PSOE    |
| 2003-2007 | Jesús Esteban Rodríguez     | PSOE    |
| 2007-2011 | Jesús Esteban Rodríguez     | PSOE    |
| 2011-2015 | Benito Tapiador             | PP      |
| 2015-2019 | José Hernández García       | PSOE    |
| 2019-2023 | José Hernández García       | PSOE    |
| 2023-act. | Eduardo Muñoz Fernández     | PSOE    |

## Patrimonio

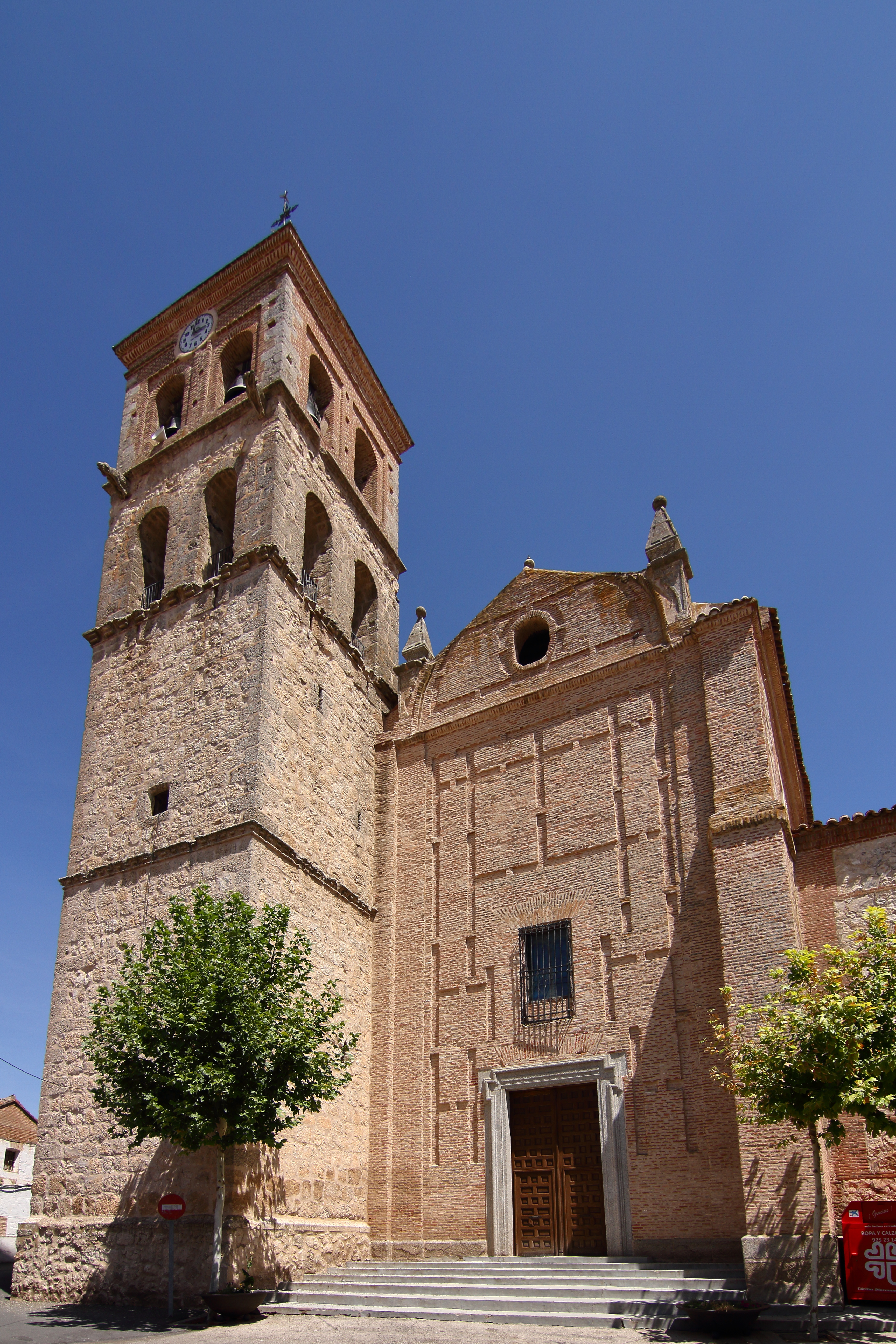
Iglesia de San Pedro Apóstol

- Castillo de San Silvestre: El castillo de San Silvestre fue construido por el comendador Gutierre de Cárdenas en el siglo XV.
- Iglesia parroquial de San Pedro Apóstol:[5] comenzada su edificación en 1190[11] sobre un antiguo templo demolido. A lo largo de los siglos se fue ampliando con diferentes capillas y estructuras, hasta el siglo XVIII, en el que se añadió la última capilla. En lo arquitectónico cabe destacar la capilla mayor y crucero del templo, de arte ojival del siglo XV.
- Ermita del Cristo de la Sangre: de estilo popular, con capilla mayor formada por un ábside pentagonal.
- Ermita de San Roque: de estilo popular, de nave ancha, con el altar situado en el cabecero.
- Casa de las Cadenas: antiguamente había sido una sinagoga.
- Ermita de Nuestra Señora de la Monjía: se encuentra a una distancia del pueblo de unos 4,5 km. En este lugar se realiza una romería en honor a la patrona, que es trasladada a su ermita el día 15 de mayo desde la Iglesia, a la que regresa a finales de septiembre para sus fiestas patronales.

## Fiestas
- Romería en honor de Nuestra Señora de la Monjía: se celebra el siguiente domingo al 15 de mayo.
- Fiestas patronales en honor de San Miguel Arcángel y Nuestra Señora de la Monjía.
- Semana Santa novesana

La Semana Santa de Novés es de interés turístico regional, y de la que son protagonistas las Imágenes articuladas y las Cofradías. 
El Sábado de Ramos se celebra el pregón de Semana Santa a cargo de la Junta de Cofradías. 
El Domingo de Ramos se bendicen los ramos de olivo y las palmas en la ermita de la Vera Cruz. A continuación se va en procesión hasta la iglesia con la imagen de Jesús en su entrada triunfante en Jerusalén. 
El Miércoles Santo por la tarde se realiza la estación de penitencia con la imágenes del Cristo de la Humildad y la Virgen de la Esperanza, saliendo desde la ermita de San Roque. A las 12 de la noche, la cofradía del Santísimo Cristo de la Columna procede a la puesta de bandera del alférez. 
El Jueves Santo, la cofradía del Santísimo Cristo de la Columna, erigida en 1742, desfila en procesión son el paso de la Oración en el Huerto de los Olivos, a continuación el Santísimo Cristo de la Columna y por último Ntra. Sra. Virgen de los Dolores. Sus cofrades visten túnica y capirote de color morado o bien valona blanca. El mismo Jueves Santo, a las 12 de la noche, la cofradía de la Preciosísima Sangre (fundada en 1532) procede a la puesta de bandera en casa del alférez. 
El Viernes Santo, por la mañana, desfilan las imágenes articuladas de Jesús con la cruz a cuestas y Ntra. Sra. de la Soledad, en la procesión de conocida como de «las Caídas». Por la tarde, esta misma cofradía procede a celebrar el Desclavamiento y descendimiento de Cristo de la Cruz. Ceremonia que se lleva a cabo en el altar mayor de la parroquia de S. Pedro apóstol. A continuación, ya en la noche, da comienzo la procesión del Santo Entierro con las tallas del Santísimo Cristo del Remedio, el Santo Sepulcro y la Ntra. Sra. de la Soledad. La túnica de sus cofrades es de color negro con capirote del mismo color o valona blanca. 
El Sábado de Gloria, a las 12 de la noche, la cofradía de la Inmaculada Concepción procede a la puesta de la bandera en casa del Alférez. 
El Domingo de Resurrección, desfila en la procesión del encuentro la cofradía de la Inmaculada Concepción, cuyos orígenes se remontan al siglo XVII. Su túnica y lazo son de color azul celeste con valona blanca. En esta procesión desfilan las imágenes de Jesús Resucitado y la Inmaculada Concepción.
- Cruz de mayo: primer domingo del mes de mayo. Destaca por ser tradición que los más pequeños de la localidad se vistan de angelitos durante la procesión.
- San Dieguito: fiesta escolar que se realiza el 30 de noviembre. Consta de una misa y una procesión por las calles del pueblo con la imagen de San Dieguito, que es portada por los alumnos de 6º de primaria. Este día es tradicional las castañas que reparten los escolares al pueblo.
- Fiesta en honor a la Virgen de los Dolores. Fin de semana más cercano al 15 de septiembre. Fiesta organizada por la Cofradía del Santísimo Cristo de la Columna y Nuestra Señora de los Dolores.